# کالیونیموس ایرانی
کالیونیموس ایرانی (نام علمی: Callionymus persicus) نام یک گونه از سرده کالیونیموس است.